# Carl Otto von Freymann
Carl Otto von Freymann a.d.H. Nursie (* zwischen 1660 und 1670 in Dorpat; † 16. November 1729) war Herr auf Nursie, schwedischer Oberst und  Landrat in Livland.

## Leben
Gemeinsam mit seinen Brüdern Generalmajor Reinhold Johann von Freymann (1680–1736) und Generalmajor Johann Friedrich von Freymann († 1799) war er in schwedischen Diensten und Teilnehmer am Großen Nordischen Krieg. Er diente 1685 im Pahlenschen (später Tiesenhausenschen) Livländischen Kavallerie-Regiment  und wurde zum Leutnant befördert. Er wechselte dann zu den livländischen Streitkräften und wurde 1700 zum Rittmeister befördert. Am 6. August 1701 wurde er zum Generaladjutanten im Regiment von Wolmar Anton von Schlippenbach ernannt und zum Oberstleutnant befördert. Er wird nun in Livland, mit dem Schwerpunkt Dorpat, mit seinem Regiment zur Abwehr der russischen Übermacht eingesetzt, mit mehr oder weniger Erfolgen gelingt es ihm die Belagerung Dorpats gegen den Feind abzusichern. Am 28. Juni 1709 gerät Carl Otto in der Schlacht bei Poltawa in russische Kriegsgefangenschaft, aus der er erst 1718 in seine Heimat zurückkehren kann. Am 27. Oktober 1722 wird er unter gleichzeitiger Beförderung zum Oberst aus dem schwedischen Militärdienst entlassen.
Bereits am 27. Juli 1721 war er in Dorpat zum livländischen Landrat gewählt worden und widmete sich ab jetzt dem Wiederaufbau seiner Heimat. Er hatte von seinem Vater das Gut Schreibershof geerbt, welches er an seinen Bruder dem Generalmajor Reinhold Johann abtrat. Er verbrachte seinen Lebensabend auf Gut Planhof bei Mitau, welches er 1719 erworben hatte.

## Herkunft und Familie
Carl Otto war der Sohn des Stammvaters des baltisch-schwedischen Adelsgeschlechts Freymann. 1688 hatte er Katharina Elisabeth von Rothausen geheiratet, die von ihrem Vater das Gut Nursie geerbt hatte. Nursie wurde später in Alt- und Neu-Nursie aufgeteilt, Alt-Nursie wurde zum Stammsitz der Familie, seit dieser Zeit tragen seine Nachkommen den Namenszusatz „a.d.H. (aus dem Hause) Nursie“. In zweiter Ehe heiratete Carl Otto Sophie von Platet und in dritter Ehe Dorothea Elisabeth von Uexküll. Aus der ersten Ehe stammten:
- Joachim Johann von Freymann a.d.H. Nursie (*/† 1689
- Georg Friedrich von Freymann a.d.H. Nursie  (1690–1730), russischer Kapitän
- Wendula von Freymann a.d.H. Nursie  († 1761) ⚭ 1. Ehe David Bachmann († 1731); 2. Ehe Heinrich Gustav von Patkul (1698–1778)
- Gotthard Wilhelm von Freymann a.d.H. Nursie
- Carl Johann von Freymann a.d.H. Nursie  (* 1697 in Dorpat; † 18. September 1757), russischer Major und Landrat) ⚭ Anna Christina von Reutz (1708–1755)
- Otto Gustav von Frymann a.d.H. Nursie  (*/† 1700)

Aus zweiter Ehe stammte seine Tochter Gerdrutha Elisabeth von Freymann a.d.H. Nursie (1704–1790) ⚭ 1. Ehe Israel Wulf († 1746), 2. Ehe Carl von Grotthuß († 1724).